# Samba (république démocratique du Congo)
Pour les articles homonymes, voir Samba.
Samba est une localité dans la province de Maniema en république démocratique du Congo (RDC).